# Wakulla County
Das Wakulla County ist ein County im Bundesstaat Florida der Vereinigten Staaten. Der Verwaltungssitz (County Seat) ist Crawfordville.

## Geschichte
Das Wakulla County wurde am 11. März 1843 aus Teilen des Leon County gebildet. Benannt wurde es  wahrscheinlich nach einem Wort der Timucua-Indianer und bedeutet so viel wie „geheimnisvolles Wasser“.
Teile des 1936 ausgewiesenen Nationalforstes Apalachicola National Forest erstrecken sich im County.

## Geographie & Sehenswürdigkeiten
Das County hat eine Fläche von 1906 Quadratkilometern, wovon 334 Quadratkilometer Wasserfläche sind. Es grenzt im Uhrzeigersinn an folgende Countys: Franklin County, Liberty County, Gadsden County, Leon County und Jefferson County. Zusammen mit den Countys Gadsden, Jefferson und Leon bildet das County die Metropolregion Tallahassee.
Die bekannteste Attraktion des Countys sind die Wakulla Springs, eine der größten Süßwasserquellen der Welt.

## Demografische Daten

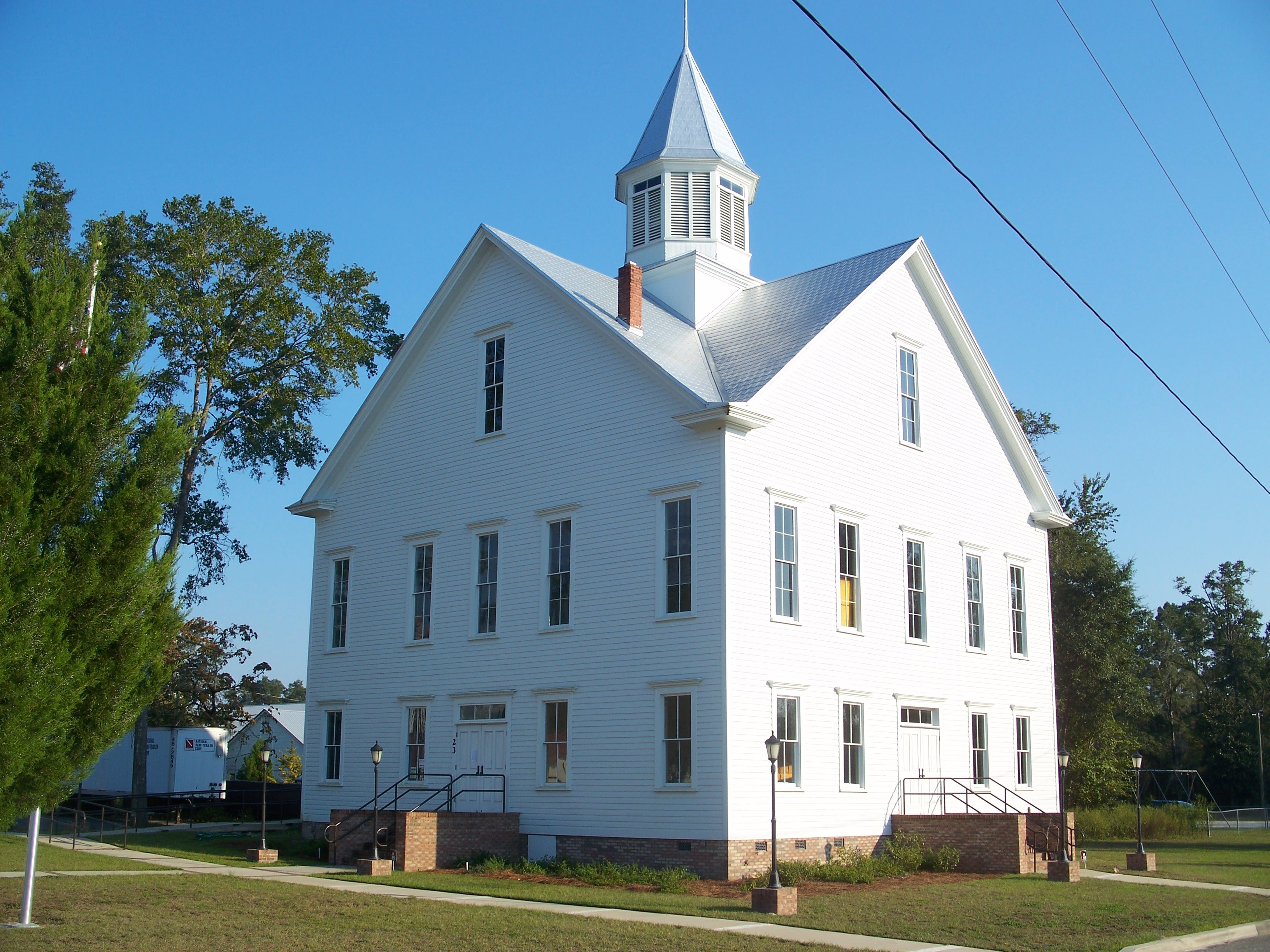
Ehemaliges Wakulla County Courthouse in Crawfordville

Nach der Volkszählung im Jahr 2010 lebten im Wakulla County 30.776 Menschen in 12.851 Haushalten. Die Bevölkerungsdichte betrug 17 Einwohner pro Quadratkilometer. Ethnisch betrachtet setzte sich die Bevölkerung zusammen aus 82,0 % Weißen, 14,5 % Afroamerikanern, 0,6 % Indianern und 0,6 % Asian Americans. 0,6 % waren Angehörige anderer Ethnien und 1,8 % verschiedener Ethnien. 3,3 % der Bevölkerung bestand aus Hispanics oder Latinos.
Im Jahr 2010 lebten in 36,1 % aller Haushalte Kinder unter 18 Jahren sowie 23,6 % aller Haushalte Personen mit mindestens 65 Jahren. 72,4 % der Haushalte waren Familienhaushalte (bestehend aus verheirateten Paaren mit oder ohne Nachkommen bzw. einem Elternteil mit Nachkomme). Die durchschnittliche Größe eines Haushalts lag bei 2,61 Personen und die durchschnittliche Familiengröße bei 3,03 Personen.
24,7 % der Bevölkerung waren jünger als 20 Jahre, 27,4 % waren 20 bis 39 Jahre alt, 31,3 % waren 40 bis 59 Jahre alt und 16,6 % waren mindestens 60 Jahre alt. Das mittlere Alter betrug 39 Jahre. 55,2 % der Bevölkerung waren männlich und 44,8 % weiblich.
Das jährliche Durchschnittseinkommen eines Haushalts betrug 53.385 USD, dabei lebten 14,1 % der Bevölkerung unter der Armutsgrenze.

Im Jahr 2010 war englisch die Muttersprache von 96,37 % der Bevölkerung, spanisch sprachen 2,31 % und 1,32 % hatten eine andere Muttersprache.

## Kultur und Sehenswürdigkeiten

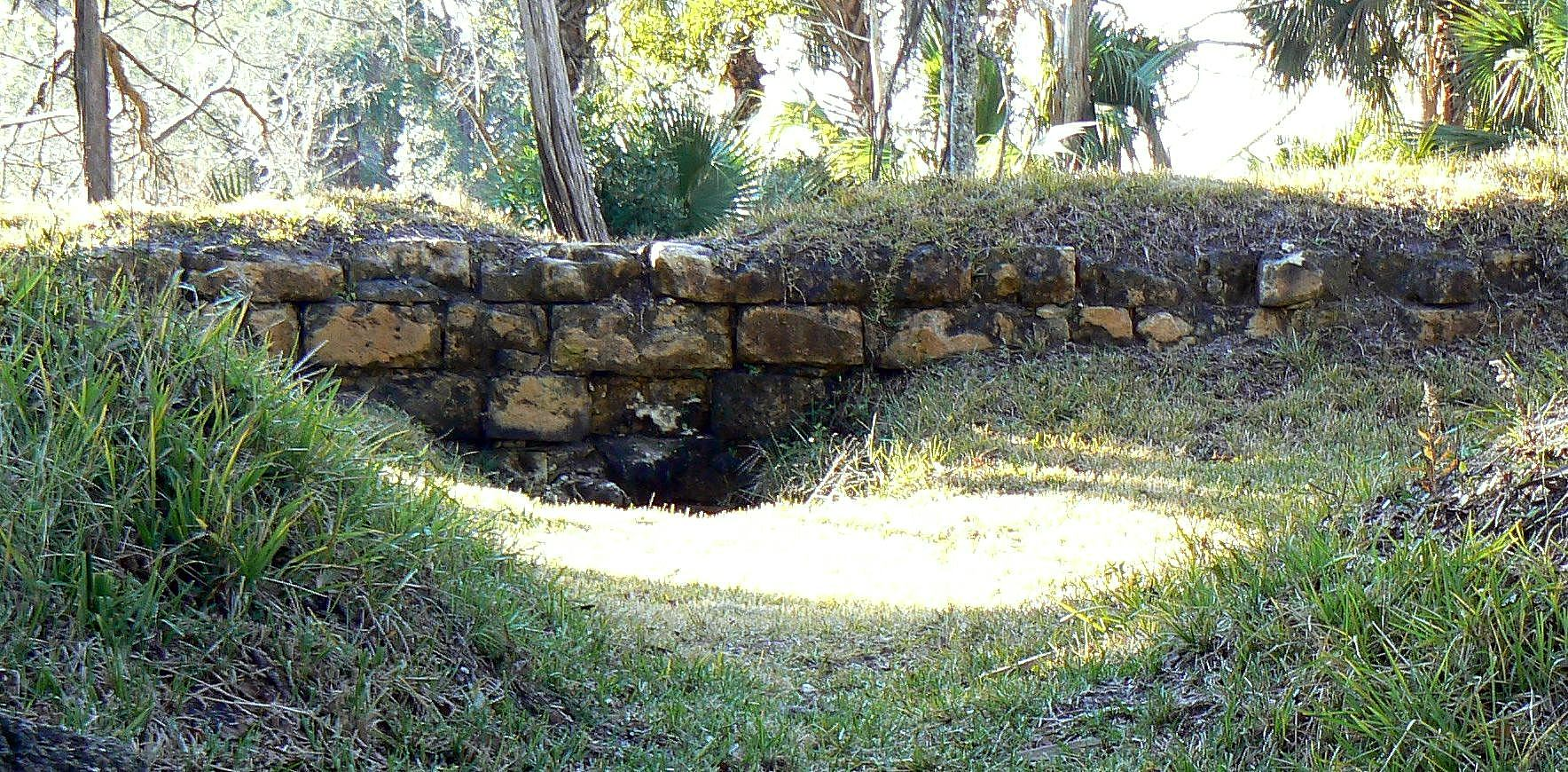
Überreste des Forts San Marcos De Apalache aus der spanischen Kolonialzeit (2009). Eine erste Befestigung aus Holz entstand hier im späten 17. Jahrhundert, die von den Spaniern ab 1753 durch eine Steinkonstruktion ersetzt wurde. Nach wechselnden Besitzern, darunter die Armee der Konföderierten im Sezessionskrieg, wurde das Fort 1865 aufgegeben. Im November 1966 erhielt die Stätte den Status eines National Historic Landmarks zuerkannt. Am gleichen Tag erfolgte der Eintrag in das NRHP.

Elf Bauwerke, Stätten und Historic Districts („historische Bezirke“) im Wakulla County sind im National Register of Historic Places („Nationales Verzeichnis historischer Orte“; NRHP) eingetragen (Stand 13. März 2023), darunter hat das Fort San Marcos De Apalache den Status eines National Historic Landmarks („Nationales historisches Wahrzeichen“).

## Orte im Wakulla County
Orte im Wakulla County mit Einwohnerzahlen der Volkszählung von 2010:
Cities:
- Sopchoppy – 457 Einwohner
- St. Marks – 293 Einwohner

Census-designated places:
- Crawfordville (County Seat) – 3.702 Einwohner
- Panacea – 816 Einwohner